# 科潘基 (伊久姆區)
49°5′13″N 37°9′9″E / 49.08694°N 37.15250°E
科潘基（烏克蘭語：Копанки）是位於烏克蘭東部的村莊，由哈爾科夫州伊久姆區的奧斯基爾市鎮負責管轄。該村始建於1922年，面積0.26平方公里，海拔高度132米，2001年人口31，人口密度每平方公里120.6人。